# Sexy Montañita
Sexy Montañita es una película ecuatoriana del director Alberto Pablo Rivera. Es una película de género falso documental (primera película ecuatoriana en este género), la cual inicia de forma divertida con algo de comedia hasta llegar a tornarse dramática y de suspenso. La historia se centra en Montañita, un balneario de la costa del Ecuador, popular y muy concurrida entre extranjeros y ecuatorianos. La película se estrenó el 5 de diciembre de 2014 en 39 salas de cine comercial de 21 ciudades del país.

## Sinopsis

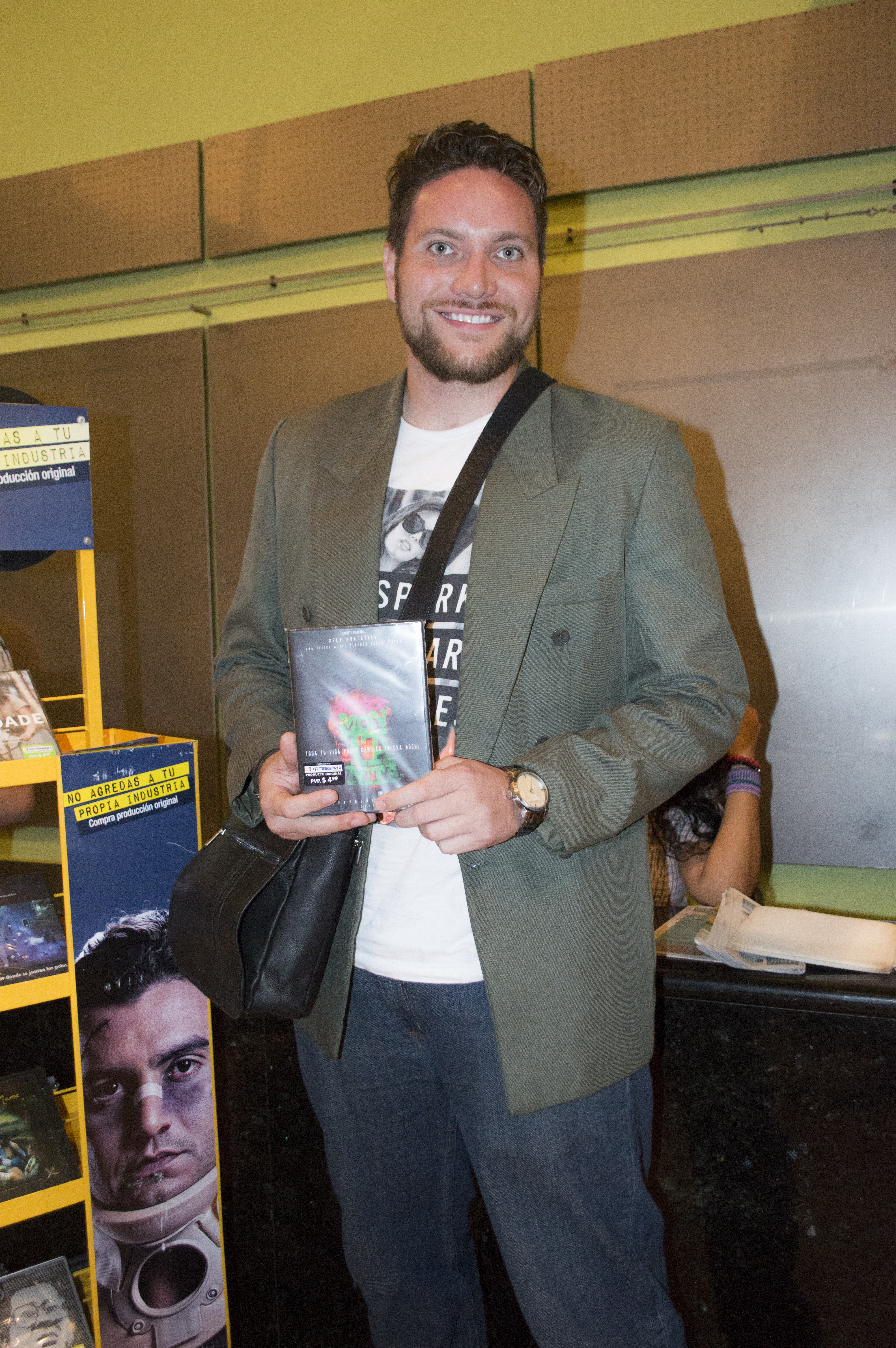
El actor y director Alberto Pablo Rivera en 2015.

La historia trata de dos amigos, Mike y Alan, el primero es muy inmaduro y el segundo es muy centrado. Uno de los sueños de Mike es convertirse en una estrella de televisión, por lo que acepta la propuesta de un realizador de grabar un reality de su vida, por lo que este lo sigue con la cámara a todos lados durante el transcurso de la película. Alan, quien es el más centrado, está pasando por un momento muy duro al enterarse de que su esposa lo engaña por lo cual se encuentra en trámites de divorcio, por lo que Mike lo convence de ir a Montañita para olvidarse de sus penas. Estando en Montañita tienen la fiesta de sus vidas, además de conocer a una argentina de la cual ambos se enamoran. Después de todos los festejos, durante la madrugada, les empiezan a suceder cosas dramáticas.

## Elenco
- Alberto Pablo Rivera[3][2]
- Áxel Amador[3][2]
- Laura Schinca[3][2]
- Enrique Valle[3][2]
- Leonardo Moreira[3][2]
- Andrés Garzón[3][2]
- Santiago Carpio[3][2]
- Kléber Méndez[3][2]
- Fernando Villarroel[3][2]
- Álex Plúas[3][2]
- Daniela Vallejo[3][2]

## Antecedentes
El actor y director de la cinta, Alberto Pablo Rivera, quien ya había realizado antes televisión, siempre quiso hacer cine, pero cansado de esperar el guion ideal para poder ser tomado en cuenta para un casting de alguna película y poder interpretar un personaje, decidió crear él mismo esa oportunidad, ya que había realizado estudios en cine y actuación en los Estados Unidos y pese a no dominar la realización de un guion, se preguntaba por qué no escribirlo.
Empezó a escribir la historia desde inicios de 2012 durante todo el año mientras realizaba videos musicales y cortometrajes como actor y director. Su idea comenzó como un cortometraje que filmaría junto a varios amigos, sin embargo decidió hacerlo un largometraje después de las sugerencias de sus amigos.
El propósito de Rivera es que los jóvenes se sientan muy identificados con la historia, que el filme sea de entretenimiento y que no tenga como fin tratar de cambiarle la vida a nadie, sin ninguna enseñanza. Su objetivo era proyectar una trama en el balneario de Montañita, mostrando un fin de semana de locuras, situaciones cómicas, con la promesa de sexo, fiestas, drogas y alcohol, con el devenir de lágrimas y un drama insospechado.

## Producción
Alberto Pablo Rivera además de ser el director y guionista, también fue el productor de la cinta. En el guion y conseguir financiamiento le tomó un año, y un año más en la preproducción, producción y posproducción, con 66 escenas realizadas en localidades de Guayaquil y Montañita.
El director de sonido fue Pablo Encalada, quién estaba preparado para las escenas más difíciles con relación al audio, con micrófonos especiales que solo captan la frecuencia de la voz y así poder eliminar fácilmente el sonido de los camiones en las escenas realizadas en la carretera rumbo a la playa, consiguiendo así un sonido nítido en las voces de los actores y luego agregar el sonido de los camiones y de ambiente en posproducción.

### Soundtrack
Las músicas escogidas para el filme fueron totalmente nacionales, para ello Rivera acudió a varios conciertos de diversas bandas y ver la reacción del público. Luego descargó los temas y los probó en diversas escenas hasta quedar satisfecho con alguna, después se contactó con los autores quienes aceptaron el proyecto, entre los cuales se encontraban Swing Original Monks, Nata Cassette, Armada de Juguete, Ricardo Pita, Los Corrientes, Sunshine and The Makenzi Sound, Óscar Troya y Antonio Vergara, quien compuso la canción original para el filme, Noctámbulo.

## Rodaje
El guion estuvo sujeto a diversas modificaciones, y fue la novena versión del guion la cual Rivera escogió para el rodaje.
El rodaje inició el 31 de diciembre de 2013, durante las celebraciones de año nuevo en Montañita, una hora antes que inicie el 2014, con fuegos artificiales y 30 mil personas aproximadamente en la playa, y finalizó el rodaje el 21 de enero de 2014.
La Comisión de Tránsito colaboró con el rodaje para las escenas en la carretera. La primera fue al salir de Guayaquil en el peaje, donde los protagonistas son detenidos por los oficiales de tránsito. La segunda fue a la media noche a la salida de Montañita, donde cerraron por dos horas un kilómetro y medio de la vía, ya que no se tenía que ver ningún carro y según Rivera dijo "Es que si no, nos atropellaban". Luego de habilitar la vía, empezó a circular el tráfico acumulado y la gente molesta les gritaban que no les importaba su película ya que algunos manifestaron que llegaban con dos horas de atraso a su fiesta.